# Jinx (film, 1919)
Pour les articles homonymes, voir Jinx.
Pour plus de détails, voir Fiche technique et Distribution.
Jinx est un film américain réalisé par Victor Schertzinger et sorti en 1919.

## Fiche technique
- Réalisation : Victor Schertzinger
- Scénario : Gerald C. Duffy d'après une histoire de Shannon Fife
- Production :  Goldwyn Pictures Corporation
- Photographie : George Webber
- Durée : 5 bobines[1]
- Date de sortie : 
  - États-Unis : 13 décembre 1919

## Distribution
- Mabel Normand : The Jinx

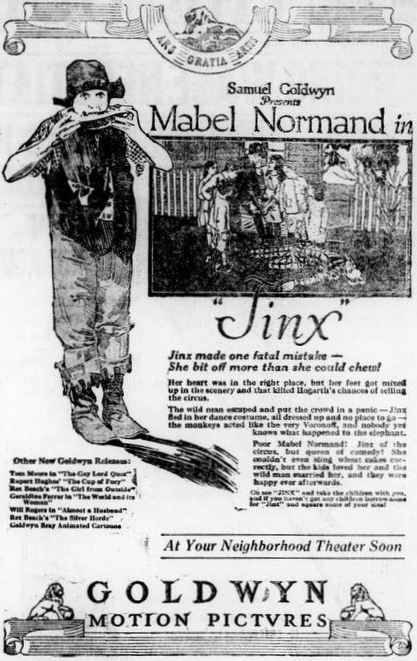
Promotion du film

- Florence Carpenter : Rory Bory Alice
- Ogden Crane : Bull Hogarth
- Cullen Landis : Slicker Evans
- Clarence Arper : Sheriff Jepson
- Gertrude Claire : Aunt Tina Carbery
- Jackie Condon